# 岡田伊津美
岡田 伊津美（おかだ いつみ、1972年2月9日 - ）は、日本の女子プロゴルファー。長野県長野市出身。身長167cm、体重60kg。長野県長野商業高等学校卒業。ロッテ皆吉台カントリー倶楽部所属。
レギュラーツアー最高位は2006年新キャタピラー三菱レディースの9位タイ。

## 来歴・人物
高校時代はソフトボール選手として活躍、卒業後に長野県の大和電機工業へ入社。退社後ゴルフへ転向し、2002年プロテストに合格した。プロ合格同期に北田瑠衣、茂木宏美らがいる。
岡本綾子、藤井かすみらと同様にソフトボール出身者に共通する大きな飛距離が特徴。
藤田幸希と仲が良く、藤田プロからは「イツミ姉」と呼ばれている。
2007年8月に行われたクリスタルガイザーレディスゴルフトーナメントでは藤田プロのキャディを務めた。雑誌の藤田プロの連載コーナーにしばしば登場する。

## 年度別成績
| 年 度  | 出場試合数 | 獲得賞金     | 賞金順位 | 最高成績 |
| ------ | ---------- | ------------ | -------- | -------- |
| 2002年 | 1試合      | 0円          | 178位    | 103位    |
| 2003年 | 6試合      | 46万2000円   | 140位    | 25位T    |
| 2004年 | 5試合      | 94万5000円   | 122位    | 22位T    |
| 2005年 | 6試合      | 198万3000円  | 106位    | 12位T    |
| 2006年 | 31試合     | 1153万4002円 | 59位     | 9位T     |
| 2007年 | 9試合      | 108万3000円  | 127位    | 27位T    |
| 2008年 | 31試合     | 1106万3500円 | 64位     | 10位T    |
| 2009年 | 29試合     | 524万5666円  | 80位     | 20位T    |